# Suvobor
Le mont Suvobor (en serbe cyrillique : Сувобор) est une montagne de l'ouest de la Serbie. Il s'élève à une altitude de 864 m.

## Géographie
Le mont Suvobor fait partie du groupe de montagnes de Podrinje-Valjevo, dans une des franges orientales des Alpes dinariques. Il se trouve au sud-est de la ville de Valjevo et au nord-ouest de la ville de Gornji Milanovac, entre les monts Rajac et Maljen. Il est essentiellement constitué de karst récent.

## Faune et flore
Près du village de Ravna Gora se trouve une importante forêt de hêtres. La montagne abrite des chevreuils, des lapins et des faisans.

## Histoire
Le mont Suvobor et le mont Rajac ont été le théâtre de la bataille de la Kolubara, qui s'est déroulée du 16 novembre au 15 décembre 1914. Les voïvodes serbes Radomir Putnik et Živojin Mišić y ont battu l'armée de l'empire d'Autriche-Hongrie commandée par le général Oskar Potiorek.